# Tobias A. Schliessler
Tobias A. Schliessler (* 5. November 1958 in Baden-Baden) ist ein deutscher Kameramann.

## Leben
Tobias Schliessler ist der Sohn des Dokumentarfilmers und Künstlers Martin Schliessler (1929–2008). Sein Bruder Jochen ist Dokumentarfilmer, seine Schwester Tina ist Fotografin und Illustratorin.
Er wuchs in Baden-Baden auf. Schliesslers Familie wanderte 1979 nach Vancouver in Kanada aus, wo er später an der Simon Fraser University studierte. Nach seinem Abschluss als Kameramann drehte er Dokumentationen, Werbe- und Independentfilme, bevor er ab Ende der 1980er Jahre vermehrt für das kanadische Fernsehen arbeitete. Nach Los Angeles zog er 1997, wo er seitdem bei Filmen wie Dreamgirls, Hancock und Battleship als Kameramann tätig war. Jeweils mehrere Filme drehte er mit den Regisseuren Bill Condon und Peter Berg. Er ist Mitglied der American Society of Cinematographers.
Schliessler ist der Vater der Schauspielerin Aisha Jau.

## Filmografie (Auswahl)
- 1984: Chemanius Blues (My Kind of Town)
- 1990: Tommy – Der Träumer (Angel Square)
- 1991: Mord zwischen den Zeilen (Writer's Block)
- 1991: Todesschreie aus dem Leuchtturm (Lighthouse)
- 1992: Tödliche Erinnerungen (Duplicates)
- 1994: New York Killer – Die Kunst des Tötens (Killer)
- 1994: Wenn die Liebe den Tod besiegt (Max)
- 1995: Candyman 2 – Die Blutrache (Candyman: Farewell to the Flesh)
- 1995: Killing Dreams (Dream Man)
- 1996: Jagdgründe des Verbrechens (The Limbic Region)
- 1997: Free Willy 3 – Die Rettung (Free Willy 3: The Rescue)
- 1997: Mandela und De Klerk – Zeitenwende (Mandela and de Klerk)
- 1997: Vulkan – Berg in Flammen (Volcano: Fire on the Mountain)
- 1998: Anwaltsgeflüster – Ein Unrecht kommt selten allein (Legalese)
- 1998: Der lange Weg zurück (The Long Way Home)
- 1998: Du wirst um Gnade betteln (Outrage)
- 1998: Escape – Flucht ohne Ausweg (The Escape)
- 1998: So gut wie tot (Hoods)
- 2000: Bait – Fette Beute (Bait)
- 2000: Schuldig – Ein mörderischer Auftrag (The Guilty)
- 2003: Welcome to the Jungle (The Rundown)
- 2004: Friday Night Lights – Touchdown am Freitag (Friday Night Lights)
- 2006: Dreamgirls
- 2008: Hancock
- 2009: Die Entführung der U-Bahn Pelham 123 (The Taking of Pelham 123)
- 2012: Battleship
- 2013: Inside Wikileaks – Die fünfte Gewalt (The Fifth Estate)
- 2013: Lone Survivor
- 2015: Mr. Holmes
- 2016: Boston (Patriots Day)
- 2017: Die Schöne und das Biest (Beauty and the Beast)
- 2018: Das Zeiträtsel (A Wrinkle in Time)
- 2019: The Good Liar – Das alte Böse (The Good Liar)
- 2020: Spenser Confidential
- 2020: Ma Rainey’s Black Bottom
- 2021: Palmer
- 2021: Come from Away
- 2022: The Adam Project
- 2023: Rustin
- 2023: Alles Licht, das wir nicht sehen (All the Light We Cannot See, Miniserie)
- 2025: Kiss of the Spider Woman